# مسجد وكيل الخراج
مسجد وكيل الخراج (بالبوسنوية: Vekil-Harač džamija)‏ أو مسجد الحاج (بالبوسنوية: Hadžijska džamija)‏ هُو مسجد في مدينة سراييفو عاصمة البوسنة والهرسك. يقع المسجد في حي أليفاكوفاكس في منطقة بابيتشا باشا، وهذه الأخيرة تُعد من أعرق المناطق السكنية في سراييفو.

## تاريخ المسجد
دامت فترة تشييد المسجد ما بين عامي 1541 و1561 خلال فترة إمارة غازي خسرو بك لمدينة سراييفو. كان المسجد مُلتقى يجتمع فيه سُكان المدينة الراغبون في قضاء مناسك الحج في مكة قبل سفرهم، ولذلك سُمي بمسجد الحاج.

## العمارة
شُيد حول المسجد سور أحيط به، وداخل هذا السور توجد نافورة حجرية. رُممت هذه النافورة في بداية القرن التاسع عشر على يد قاضي سراييفو مصطفى فيفزي.